# Муратов Курбанбай
Курбанбай Муратов (25 вересня 1949, місто Джиззак, тепер Узбекистан) — радянський узбецький діяч, машиніст тепловоза локомотивного депо станції Джиззак Узбецької РСР. Член Центральної контрольної комісії КПРС у 1990—1991 роках.

## Життєпис
У 1966 році закінчив середню школу в місті Джиззак.
У 1966—1968 роках — електрозварювальник Джиззацького комбінату будівельних матеріалів Узбецької РСР.
З 1968 по 1970 рік служив у Радянській армії.
У 1970—1971 роках — електрозварювальник Джиззацького комбінату будівельних матеріалів Узбецької РСР.
У 1971—1972 роках — помічник машиніста тепловоза депо станції Джиззак Узбецької РСР.
У 1972 році закінчив технічну школу в місті Ашхабаді Туркменської РСР.
У 1972—1980 роках — машиніст тепловоза локомотивного депо станції Джиззак.
Член КПРС з 1979 року.
У 1980—1984 роках — машиніст-інструктор, з 1984 року — машиніст тепловоза локомотивного депо станції Джиззак Джиззацької області Узбецької РСР.
Подальша доля невідома.